# 41-ша армія (СРСР)
Со́рок пе́рша а́рмія (41 А) — загальновійськова армія збройних сил Радянського Союзу. Діяла в роки німецько-радянської війни.
Сформована 16 травня 1942 року (директива Ставки ВГК від 15 жовтня 1942 року) у складі Калінінського фронту на базі оперативних груп, якими командували генерал-майор Тарасов Г. Ф. і генерал-майор Берзарін М. Е.
З травня по листопад 1942 року обороняла рубіж на захід від міста Білий. Надалі, до середини березня 1943 року, вела бої проти ржевсько-в'яземського угруповання військ Вермахту (Операція «Марс» і Ржевсько-Вяземська операція 1943 року).
Після передачі військ до складу 39-ї і 43-ї армій (20 березня 1943 року) виведена до резерву Ставки ВГК, 9 квітня 1943 року 41-ша армія розформована.

## Командувачі
- генерал-майор Тарасов Г. Ф. (травень — грудень 1942)
- генерал-майор Манагаров І. М. (грудень 1942 — березень 1943)
- генерал-майор Попов Й. І. (березень — квітень 1943)